# Dels delictes i de les penes
Dels delictes i de les penes (Dei delitti e delle pene, en l'italià original) és un assaig escrit per l'il·lustrat italià Cesare Beccaria en 1764.
Referència imprescindible a la història jurídica europea, l'obra va assentar alguns principis bàsics del dret criminal contemporani, com l'objectivitat dels jutges i la proporcionalitat de les penes. L'assaig també suposa el punt de partida teòric per als moviments per l'abolició de la pena de mort i contraris a la tortura.
El llibre va arribar a la sisena edició en divuit mesos. Va ser traduït al francès en 1766 i publicat amb comentaris anònims de Voltaire. En 1767 aparegué la versió en anglès, i es va traduir a més idiomes. La traducció al català la va fer Jordi Moners per a Edicions 62 (1989).